# 구 철원 제일교회
구 철원 제일교회는 대한민국 강원특별자치도 철원군 철원읍에 있는 일제강점기에 만들어진 교회이다. 2002년 5월 31일 대한민국의 국가등록문화재 제23호로 지정되었다.

## 개요
공산당사에서 멀지않은 도로변 언덕 위에 자리잡은 이 교회는 대부분 6·25때 파괴되어 흔적만 남아있다.
화산석과 시멘트를 이용한 두꺼운 벽체가 남아있어 구조의 일면을 엿보게 하며, 전시때는 기독교 반공청년의 활동장소였으며, 3·1운동의 역사성도 함께 있는 장소이다.

## 명칭 변경
2002년 5월 31일 문화재 등록 당시의 명칭 '철원 감리교회'는 1992년 발간된 『 철원군지 』 에 철원제일교회가 철원감리교회로 잘못 기재된 내용을 따른 것으로, 건립 당시 문헌 자료를 통해 원래 명칭이 철원 제일교회 임을 알 수 있으므로 「등록문화재 명칭 부여 기준」에 따라 2015년 4월 27일 ‘구 철원 제일교회’로 명칭을 변경하였다.

## 참고 자료
- 구 철원 제일교회 - 국가유산청 국가유산포털